# ثيودور الثاني
ثيودور الثاني هو البابا رقم 115 في قائمة باباوات الكنيسة الكاثوليكية انتخب في ديسمبر عام 897 (غير معروف اليوم) وتُوفي بعد 20 يوماً في أواخر ديسمبر من نفس العام (غير معروف اليوم)، وقد دام حكمه ثلاثة أسابيع تقريباً، وقد أمر بدفن جثة البابا فورموسوس الذي كان معافاً مع تكريمه ورفعه إلى مرتبة الشرف، وكان قد أعاد تعيين كل من عزلهم البابا الأسبق ستيفان السادس، وقد قام أنصاره بتعيين بابا زور يدعى «سيرج» ليصبح فيما بعد رسمياً باسم البابا سرجيوس الثالث. وقد حدث أثناء حكمه القصير صراعٌ دار بين أحزاب الكنيسة الكاثوليكية، وقد كان هذا البابا متورطاً في ما حدث في وسط إيطاليا من عنفٍ واضطراب، فقام بإلغاء قرارات مجمع جثة البابا فورموسوس وبالتالي أعاد كل المراسيم التي أصدرت في عهد البابا فورموسوس.

## خلفية عنه
في نهاية القرن التاسع، بالرجوع إلى انهيار الإمبراطورية الرومانية المقدسة كانت الكنيسة الكاثوليكية تعتمد على أمراء قارة أوروبا لدعمهم، وقد استعان البابا ستيفان الخامس بأرنولف كارينثيا لحماية روما من أعدائها، لكنه رفض ذلك، بعدها استعان بالرجل الثالث من سبوليتو بدلاً منه، وقد وافق على ذلك، وكان يدعى بـ«الإمبراطور الروماني المقدس» والذي انضم إليه البابا ستيفان الخامس، بعد وفاة ستيفان الخامس وتنصيب البابا فورموسوس، اضطر غاي إلى الاستعانة بالبابا فورموسوس لتعيينه إمبراطوراً مرة أخرى، وكان فورموسوس يضغط على أرنولف لإنقاذ روما بعد أن تُوفي هذا الرجل الثالث، وقد وافق أخيراً، وفي عام 894 عين فورموسوس بأنه الإمبراطور الروماني المقدس، توفي كلٌ من أرنولف والبابا فورموسوس في غضون سنوات قليلة من التتويج، وكان خلف فورموسوس وهو البابا ستيفان السادس، يتوِّج الأمير لامبرت إمبراطوراً.
وفي يناير من عام 897، عقد ستيفان السادس ما يعرف باسم «الجثث المجمع» للبابا فورموسوس الذي استخرجت جثته من كنيسة القديس بطرس، واتهم البابا فورموسوس بعد وفاته بأنه بابا زور وأن انتخابه غير قانوني، لكن ثيودور الثاني الذي كان شماساً دافع عنه، لكنه لم ينجح، فأقرَّ المجمع الكنسي إبطال جميع أعمال ومراسيم فورموسوس، وأعيد دفن جثته في القبر، وألقي هذا القبر في نهر التيبر، بعد ذلك أُطيح بالبابا ستيفان السادس من قبل أنصار البابا فورموسوس فأودعوه في السجن وتوفي بعد ذلك بوقتٍ قصير، وانتخب البابا رومانوس الذي أيَّد البابا فورموسوس، لكن سرعان ما حكم مدة أربعة شهور حتى خُلع من قبل حركةٍ متمردة،

## ثيودور الثاني أثناء حكمه
قليلٌ ما يُعرف عن خلفية ثيودور. وقيل بانه ، عين كاهناً من قبل ستيفان الخامس، التاريخ الدقيق لفترة حكم ثيودور الثاني غير معروفة، ولكن تتفق المصادر الحديثة عموماً أنه حكم مدة عشرين يوماً خلال شهر ديسمبر من عام 897، فلودوارد وهو مؤرخ فرنسي من القرن العاشر قال بأنه حكم اثنى عشر يوماً، بينما ذكر ألكسيس فرانسوا أرتو دي مونتور أنه حكم 20 يوماً من 12 فبراير عام 898 إلى 3 مارس من نفس العام،
كان مثل سلفه مؤيداً للبابا فورموسوس، ويعتقد بعض المؤرخين أن البابا رومانوس خُلع لأنه لم يتم استعادة مراسيم وأعمال البابا فورموسوس بسرعةٍ كافيةٍ خلال أربعة شهور، ويشير البعض إلى أنه تم إزالتها من قبل أنصار ستيفن السادس، وفي كلتا الحالتين، تراجع ثيودور عن قرار «الجثث المجمع». فدعا المجمع الخاصة، التي ألغت الأحكام التي وضعها ستيفن السادس. كما أعاد بناء الأفعال والمراسيم للبابا فورموسوس، بما في ذلك إعادة تعيين عدد كبير من رجال الدين والأساقفة إلى مناصبهم ومكاتبهم ، كما أمر تيودور بخصوص جثة فورموسوس التي تم استردادها من ميناء بورتوس، حيث دفن سراً، وأعيدت إلى القبر الأصلي في كاتدرائية القديس بطرس.
توفي في منصبه، على الرغم من أن سبب وفاته غير معروف، حيث رجحت المؤلفة ويندي ريردون في كتابها عن الباباوات، أن أشخاصاً دبروا خطة لاغتيال ثيودور الثاني حيث رجحت في كتابها أنهم وضعوا له السم حتى توفي، تقدم هوراس مان كيندر باقتراح مختلف في تاريخه البابوي، مشيراً إلى أنه من الممكن أن الباباوات الذين كانوا كبار السن من أسلافهم قد تم انتخابهم عمداً. دفن ثيودور الثاني في كاتدرائية القديس بطرس، ولكن تم تدمير قبره أثناء هدم كنيسة قديمة في القرن السابع عشر.

## بعد وفاته
بعد وفاة ثيودور الثاني، قد عقد يوحنا التاسع التاسع مجمعاً يؤكد أنه يحظر محاكمة الناس بعد موتهم، وبعد وفاة ليون الخامس وفي عام 904 وأثناء فراغٍ دام أربعة شهور؛ طرد سرجيوس الثالث بعض المدنيين من مدينتهم، على الرغم من أنه لم يصبح بابا بعد، وأنه ألغى في وقت لاحق قرار المجمع لثيودور الثاني ويوحنا التاسع، وأعاد صلاحية «الجثث المجمع» كما فعل ستيفان السادس.

## فهارس
- أرتاود دو مونتور، أليكسيس-فرانسيس (1911). The Lives and Times of the Popes. New York: جمعية النشر الكاثوليكية الأمريكية. OCLC:388047. مؤرشف من الأصل في 2020-10-21.
- دوليسون، جون (1994). Pope-Pourri: What You Don't Remember From Catholic School. نيويورك: الحياة البيتية. ISBN:0-671-88615-0. مؤرشف من الأصل في 2019-06-09.
- غريغوروفيوس، فيرديناند (2010) [1895]. History of the City of Rome in the Middle Ages. نيويورك: مطبعة جامعة كامبريدج. ISBN:978-1-108-01502-8. مؤرشف من الأصل في 2019-06-07.
- كيلي، ج. ن. د.؛ والش، م. ج. (2010) [1986]. Oxford Dictionary of Popes. مطبعة جامعة أوكسفورد. ISBN:978-0-19-929581-4. مؤرشف من الأصل في 2019-06-10.
- مان، هوراس ك. (1910). The Lives of the Popes in the Early Middle Ages. لندن: كيغان بول، الخندق، تروبنر، المحدودة. OCLC:499626370. مؤرشف من الأصل في 2023-01-01.
- ريردون، ويندي ج. (2004). The Deaths of the Popes. جفرسون، شمال كارولينا: ماكفارلاند وكو. ISBN:978-0-7864-6116-5. مؤرشف من الأصل في 2020-01-24.
- مان، هوراس كيندر (1913). "البابا ثيودور الثاني". الموسوعة الكاثوليكية. نيويورك: شركة روبرت أبيلتون.

| سبقه البابا رومانوس | باباوات الكنيسة الكاثوليكية 897 | تبعه يوحنا التاسع |